# Stoisław (Dobre)
Stoisław (do 1945 niem. Karlshof) – osada wsi Dobre w Polsce, położona w województwie zachodniopomorskim, w powiecie koszalińskim, w gminie Będzino.
W latach 1975–1998 Stoisław położony był w województwie koszalińskim.
W Stoisławiu znajdują się największe w regionie zakłady zbożowe „Młyny Stoisław” produkujące kasze, płatki, otręby spożywcze i wysokogatunkowe mąki. Silosy stoisławskich młynów widać z odległości 3 km. Działa klub sportowy Młyny Stoisław Koszalin.
W 2010 roku gmina Będzino utworzyła jednostkę pomocniczą – „Sołectwo Stoisław”, obejmujące jedynie osadę Stoisław. Sołtysa wspomaga rada sołecka w liczbie nie mniejszej niż 3 członków. Wcześniej osada współtworzyła „Sołectwo Dobre”.